# Buitinga globosa
Buitinga globosa is een spinnensoort uit de familie trilspinnen (Pholcidae). De soort komt voor in Tanzania.